# 帕特·纽曼
帕特·纽曼（英語：Pat Newman，1963年8月7日—），加拿大男子赛艇运动员。他曾代表加拿大参加世界赛艇锦标赛，获得一枚金牌。他也曾参加1988年和1996年夏季奥林匹克运动会。